# Coupe de France 1986/87
Der Wettbewerb um die Coupe de France in der Saison 1986/87 war die 70. Ausspielung des französischen Fußballpokals für Männermannschaften. In diesem Jahr meldeten 4.964 Vereine – ein erneuter Zuwachs um 25 % –, darunter auch solche aus den überseeischen Besitzungen Frankreichs, von denen die JA Trénelle aus Martinique sogar das Zweiunddreißigstelfinale erreichte.
Vorjahressieger Girondins de Bordeaux konnte die Trophäe in dieser Saison verteidigen. Dies war Bordeaux’ dritter Pokalsieg bei der neunten Finalteilnahme. Da die Girondins 1987 zudem Meister wurden, feierten sie als neunter französischer Verein auch den Gewinn des Doublé. Der Endspielgegner hieß, wie bei der vergangenen Austragung, Olympique de Marseille. Olympique stand bereits in seinem 14. Finale und beendete es zum fünften Mal als Verlierer; sein letzter Erfolg lag bereits elf Jahre zurück. Dieselbe Spielpaarung in zwei aufeinanderfolgenden Jahren – noch dazu mit demselben Sieger – hat es in der langen Geschichte des Wettbewerbs weder vorher noch nachher (jedenfalls bis heute) gegeben.
Für unterklassige Mannschaften gab es bei dieser Austragung wenig zu holen – mit wenigen Ausnahmen. Von den Amateurteams überstanden lediglich fünf das Zweiunddreißigstelfinale; von ihnen brachte es alleine der Viertligist FC Périgueux bis ins Achtelfinale, wo der drei Klassen höhere RC Lens eine zu schwere Aufgabe für die Elf, die wie Pokalsieger Bordeaux in der Region Aquitaine beheimatet war, darstellte.
Aus der zweiten Division stammten immerhin noch drei Teams im Viertelfinale, von denen Olympique Alès und Stade Reims sogar der Einzug ins Halbfinale gelang. Dort aber beendete jeweils ein Erstligist, auf den die Außenseiter trafen, alle weitergehenden Pokalträume.
Nach den von den regionalen Untergliederungen des Landesverbands FFF organisierten Qualifikationsrunden griffen ab der Runde der letzten 64 Mannschaften auch die 20 Angehörigen der Division 1 in den Wettbewerb ein. Die Paarungen wurden für jede Runde frei ausgelost und fanden im Zweiunddreißigstelfinale auf neutralem Platz statt; bei unentschiedenem Spielstand nach Verlängerung kam es zu einem Elfmeterschießen. Vom Sechzehntel- bis zum Halbfinale wurden Hin- und Rückspiele ausgetragen. Hatten dabei beide Mannschaften eine gleich hohe Zahl von Treffern erzielt (wobei Auswärtstore doppelt zählten), wurde zunächst das Rückspiel verlängert und anschließend – sofern erforderlich – ein Elfmeterschießen durchgeführt.

## Zweiunddreißigstelfinale
Spiele am 20. bis 22. März 1987. Die Vereine der beiden professionellen Ligen sind mit D1 bzw. D2 bezeichnet, diejenigen der landesweiten Amateurspielklassen mit D3 und D4, die höchsten regionalen Amateurligen als DH bzw. PH („Division d’Honneur“ bzw. „Promotion d’Honneur“).
| - AJ Auxerre D1 – Chamois Niort D2 2:0 - FC Toulouse D1 – Sporting Toulon D1 2:0 - AS Cannes D2 – Gazélec FCO Ajaccio D2 1:0 - AS Monaco D1 – ES Castres PH 5:1 - Paris Saint-Germain D1 – AS Nancy D1 2:0 - OSC Lille D1 – AS Red Star D2 2:0 - RC Lens D1 – Le Havre AC D1 3:0 - CS Thonon D2 – AS Sarreguemines D3 1:0 - FC Mulhouse D2 – FC Sochaux D1 2:1 - FC Rouen D3 – US Senlis D4 1:0 - Stade Laval D1 – FC Lorient D3 1:0 - Girondins Bordeaux D1 – Racing Paris D1 3:1 - SEC Bastia D2 – SC Douai D4 2:1 - Stade Reims D2 – FC Metz D1 2:1 - Olympique Lyon D2 – AS Moulins D4 5:1 - FC Martigues D2 – AS Muret D3 3:0 | - FC Périgueux D4 – UMS Montélimar DH 1:0 - Brest Armorique FC D1 – FC Nantes D1 1:1 n. V. (4:2 i. E.) - SCO Angers D2 – US Alençon D4 1:0 - AEPB La Roche-sur-Yon D2 – FC Limoges D2 4:0 - OGC Nizza D1 – Montpellier La Paillade SC D2 1:0 - FC Tours D2 – Gars Notre-Dame-du-Reun PH 7:0 - Stade Rennes D1 – CA Mantes DH 4:3 - US Baume-les-Dames DH – CO Saint-Dizier D2 1:0 - AS Loison-sous-Lens DH – AS Poissy D4 1:0 - AS Saint-Étienne D1 – Stade Rodez D3 1:0 - FC Gueugnon D2 – AS Beauvais-Marissel D2 1:1 n. V. (4:3 i. E.) - Olympique Marseille D1 – RC Versailles D3 2:1 - Olympique Alès D2 – Entente Provençale Manosque PH 3:1 - RC Strasbourg D1 – JA Trénelle DH Martinique 3:1 - SM Caen D2 – US Dunkerque D2 1:0 - Union Clissons-Korrigans D4 – US Concarneau D4 1:1 n. V. (8:7 i. E.) |

## Sechzehntelfinale
Hinspiele am 1., Rückspiele am 7. bzw. 14. April 1987
| - FC Toulouse D1 – SM Caen D2 1:0, 1:1 - AS Monaco D1 – OGC Nizza D1 2:0, 3:0 - Paris Saint-Germain D1 – RC Strasbourg D1 0:0, 0:1 - OSC Lille D1 – SEC Bastia D2 2:1, 0:0 - FC Mulhouse D2 – Stade Reims D2 0:2, 0:1 - FC Rouen D3 – RC Lens D1 0:0, 1:2 - Union Clissons-Korrigans D4 – Brest Armorique FC D1 1:1, 0:3 - AEPB La Roche-sur-Yon D2 – FC Tours D2 0:0, 1:3 | - Stade Rennes D1 – Stade Laval D1 1:1, 3:5 - US Baume-les-Dames DH – AJ Auxerre D1 0:5, 0:5 - AS Loison-sous-Lens DH – FC Périgueux D4 3:1, 0:3 - AS Saint-Étienne D1 – FC Martigues D2 1:0, 0:2 - FC Gueugnon D2 – Girondins Bordeaux D1 0:0, 1:3 - Olympique Marseille D1 – AS Cannes D2 1:0, 0:0 - Olympique Alès D2 – CS Thonon D2 1:0, 0:0 - SCO Angers D2 – Olympique Lyon D2 2:3, 2:3 |

## Achtelfinale
Hinspiele am 21. bzw. 25. April, Rückspiele am 6. Mai 1987
| - RC Strasbourg D1 – FC Toulouse D1 2:1, 3:2 - OSC Lille D1 – AJ Auxerre D1 3:0, 2:2 - Olympique Alès D2 – FC Tours D2 3:1, 0:1 - FC Périgueux D4 – RC Lens D1 0:4, 2:4 | - FC Martigues D2 – Stade Reims D2 1:0, 0:2 - Girondins Bordeaux D1 – AS Monaco D1 2:0, 1:2 - Olympique Marseille D1 – Olympique Lyon D2 3:0, 2:2 - Stade Laval D1 – Brest Armorique FC D1 0:1, 2:1 |

## Viertelfinale
Hinspiele am 12., Rückspiele am 19. Mai 1987
| - Olympique Alès D2 – RC Strasbourg D1 2:0, 0:1 - RC Lens D1 – Olympique Marseille D1 0:1, 0:0 | - Girondins Bordeaux D1 – OSC Lille D1 3:1, 1:2 - Stade Laval D1 – Stade Reims D2 1:0, 0:1 nV. (3:4 i. E.) |

## Halbfinale
Hinspiele am 26. Mai, Rückspiele am 2. Juni 1987
| - Olympique Alès D2 – Girondins Bordeaux D1 2:2, 0:0 | - Olympique Marseille D1 – Stade Reims D2 2:0, 5:1 |

## Finale
Spiel am 10. Juni 1987 im Pariser Prinzenparkstadion vor 45.145 Zuschauern
- Girondins Bordeaux – Olympique Marseille 2:0 (1:0)

### Mannschaftsaufstellungen
Girondins Bordeaux: Dominique Dropsy – Jean-Christophe Thouvenel, Alain Roche, Léonard Specht, Zoran Vujović – René Girard , Jean Tigana, José Touré, Jean-Marc Ferreri – Philippe Fargeon, Zlatko Vujović
Trainer: Aimé Jacquet
Olympique Marseille: Joseph-Antoine Bell  – Jean-Pierre Bade, Karlheinz Förster, Jean-François Domergue, Christophe Galtier (Patrick Cubayne, 53.) – Blaž Slišković, Frank Passi, Thierry Laurey (Bernard Genghini, 46.), Alain Giresse – Abdoulaye Diallo, Jean-Pierre Papin
Trainer: Gérard Banide
Schiedsrichter: Michel Vautrot (Besançon)

### Tore
1:0 Fargeon (14.)

2:0 Zlatko Vujović (88.)

### Besondere Vorkommnisse
Gegenüber dem 1986er Endspiel gab es in beiden Teams erhebliche personelle Veränderungen: bei Bordeaux waren lediglich sechs (Dropsy, Girard, Trainer Jacquet, Roche, Thouvenel und Tigana), bei Marseille nur noch vier (Bade, Bell, Diallo und Galtier) Akteure dabei – dazu mit Giresse ein „Vereinswechsler in der falschen Richtung“. Gernot Rohr fehlte bei den Girondins lediglich deshalb, weil er kurz zuvor im Punktspiel gegen Olympique vom Platz gestellt worden und noch gesperrt war.
Blutsverwandte haben schon mehrfach die Coupe de France gewonnen, beispielsweise die drei Schweizer Brüder Auguste, Edmond und Georges Kramer 1929. Aber Zlatko und Zoran Vujović sind die ersten Zwillinge, denen dies gelang.
Einen „Rekord für die Ewigkeit“ könnte Michel Vautrot 1987 aufgestellt haben, denn sein letztes Finale war bereits das fünfte unter seiner Leitung seit 1979. Vier anderen Referees war dies bis heute (2009) immerhin je dreimal vergönnt: Edmond Gérardin (zwischen 1920 und 1929), Georges Capdeville (zwischen 1936 und 1945), Georges Konrath (zwischen 1977 und 1981) sowie Joël Quiniou (zwischen 1986 und 1991). Und als Michel Vautrot nach Karriereende Funktionär in der obersten Verbandsetage der FFF wurde, führte er die Regelung ein, dass jeder Unparteiische nur einmal in seiner Laufbahn ein französisches Pokalendspiel leiten dürfe, damit mehr Schiedsrichter die Chance auf einen solchen Höhepunkt ihres sportlichen Lebens bekämen. Diese Anweisung wurde 2006 wieder aufgehoben, aber die Latte liegt dennoch sehr hoch.